# Barwick-in-Elmet
Barwick-in-Elmet è un villaggio situato a 8 chilometri a est di Leeds (West Yorkshire, Inghilterra). È uno dei due posti nell'area associato esplicitamente con l'antico regno dell'Elmet insieme a Sherburn-in-Elmet.